# Igreja de Nossa Senhora da Conceição (Goiana)
A Igreja de Nossa Senhora da Conceição está localizada em Goiana no estado brasileiro de Pernambuco. Composta por um estilo barroco, com características tipicamente pernambucanas, a igreja foi construída no ano de 1807, sendo considerada como parte do patrimônio histórico nacional, pelo IPHAN, desde o ano de 1938. Sua administração está a cargo da Diocese de Nazaré e Paróquia de Nossa Senhora do Rosário de Goiana.

## Descrição
O templo está localizado numa esquina, com uma escadaria na sua entrada, apresentando duas imagens de alto valor, um Cristo localizado no nicho superior e a Nossa Senhora da Conceição no inferior, além de diversas imagens e fotografias antigas em seu interior.